# Formula 1 sezona 2025
Sezona Formule 1 2025 je petinsedemdeseta sezona Svetovnega prvenstva Formule 1 pod okriljem FIE. Začela se je 16. marca 2025 z dirko za Veliko nagrado Avstralije, končala pa se bo 7. decembra 2025 s štiriindvajseto dirko sezone za Veliko nagrado Abu Dabija.

## Dirkači in moštva
Seznam moštev in dirkačev Svetovnega prvenstva Formule 1 v sezoni 2025.
| Moštvo                             | Konstruktor                  | Šasija   | Motor               | Gume | Št      | Dirkača(-i)                               | Testni dirkač(-a/i) |
| ---------------------------------- | ---------------------------- | -------- | ------------------- | ---- | ------- | ----------------------------------------- | ------------------- |
| BWT Alpine Formula 1 Team          | Alpine-Renault               | A525     | Renault E-Tech RE25 | P    | 7 10 43 | Jack Doohan Pierre Gasly Franco Colapinto |                     |
| Aston Martin Aramco F1 Team        | Aston Martin Aramco-Mercedes | AMR25    | Mercedes-AMG F1 M16 | P    | 14 18   | Fernando Alonso Lance Stroll              |                     |
| Scuderia Ferrari HP                | Ferrari                      | SF-25    | Ferrari 066/12      | P    | 16 44   | Charles Leclerc Lewis Hamilton            |                     |
| MoneyGram Haas F1 Team             | Haas-Ferrari                 | VF-25    | Ferrari 066/12      | P    | 31 87   | Esteban Ocon Oliver Bearman               |                     |
| McLaren Formula 1 Team             | McLaren-Mercedes             | MCL39    | Mercedes-AMG F1 M16 | P    | 4 81    | Lando Norris Oscar Piastri                |                     |
| Mercedes-AMG Petronas F1 Team      | Mercedes                     | F1 W16   | Mercedes-AMG F1 M16 | P    | 12 63   | Andrea Kimi Antonelli George Russell      |                     |
| Visa Cash App Racing Bulls F1 Team | Racing Bulls-Honda RBPT      | VCARB 02 | Honda RBPTH002      | P    | 6 22 30 | Isack Hadjar Juki Cunoda Liam Lawson      |                     |
| Oracle Red Bull Racing             | Red Bull Racing-Honda RBPT   | RB21     | Honda RBPTH002      | P    | 1 22 30 | Max Verstappen Juki Cunoda Liam Lawson    |                     |
| Stake F1 Team Kick Sauber          | Kick Sauber-Ferrari          | C45      | Ferrari 066/12      | P    | 5 27    | Gabriel Bortoleto Nico Hülkenberg         |                     |
| Atlassian Williams Racing          | Williams-Mercedes            | FW47     | Mercedes-AMG F1 M16 | P    | 23 55   | Alexander Albon Carlos Sainz Jr.          |                     |
| Viri:                              |                              |          |                     |      |         |                                           |                     |

### Spremembe dirkačev pred sezono
Lewis Hamilton je po dvanajstih sezonah zapustil Mercedes in se pridružil Ferrariju, s čimer je končal svoj rekordni niz največ zaporednih sezon vožnje za enega konstruktorja, poleg tega pa je prvič v svoji karieri v Formuli 1 tekmoval pri moštvu, ki ni uporabljalo Mercedesovega motorja. Hamilton je pri Ferrariju zamenjal Carlosa Sainza, ki je po štirih sezonah zapustil italijansko moštvo in se pridružil Williamsu z večletno pogodbo. Pri Mercedesu je Hamiltona zamenjal novinec Andrea Kimi Antonelli.
Haas v sezoni 2025 nastopa s povsem novo zasedbo. Nico Hülkenberg je ekipo po dveh sezonah zapustil in odšel dirkat za Sauber, pri katerem je že tekmoval v sezoni 2013. Pri Haasu ga je zamenjal dotedanji testni in nadomestni dirkač Oliver Bearman, ki je v predhodni sezoni 2024 že nastopil na treh dirkah, enkrat pri Ferrariju in dvakrat pri Haasu. Po sedmih sezonah v dveh obdobjih je ekipo zapustil tudi Kevin Magnussen. Zamenjal ga je Esteban Ocon, ki se je pred zadnjo dirko sezone 2024 za Veliko nagrado Abu Dabija po petih sezonah pri njih poslovil od moštva Alpine. Jack Doohan, ki je Ocona zamenjal na Veliki nagradi Abu Dabija 2024, je za sezono 2025 dobil sedež stalnega dirkača pri moštvu Alpine.
Poleg Haasa s povsem novo zasedbo nastopa tudi Sauber. Moštvo sta po treh sezonah zapustila Valtteri Bottas in Guanju Žou. Bottas se je pridružil Mercedesu kot testni in nadomestni dirkač, medtem ko se je Žou kot testni in nadomestni dirkač pridružil Ferrariju. Pri Sauberju je moštveni kolega Hülkenberga postal novinec in prvak Formule 2 Gabriel Bortoleto.
Kljub predhodno podpisani pogodbi do konca sezone 2026 je Sergio Pérez po koncu sezone 2024 zapustil Red Bull Racing. Zamenjal ga je Liam Lawson, ki je napredoval iz sestrskega moštva Racing Bulls, pri katerem je v sezoni 2023 kot nadomestni dirkač že nastopil na petih dirkah, ko je moštvo dirkalo pod imenom AlphaTauri, preden je na zadnjih šestih dirkah sezone 2024 dobil sedež stalnega dirkača, obakrat namesto Daniela Ricciarda. Njegov sedež pri moštvu Racing Bulls je prevzel novinec Isack Hadjar, dotedanji nadomestni dirkač Red Bull Racinga in drugouvrščeni v Formuli 2 v sezoni 2024.

### Spremembe dirkačev med sezono
Po drugi dirki sezone za Veliko nagrado Kitajske je Lawson izgubil sedež stalnega dirkača pri moštvu Red Bull Racing ter se je vrnil v moštvo Racing Bulls. Namesto njega je pred tretjo dirko sezone za Veliko nagrado Japonske iz moštva Racing Bulls v moštvo Red Bull Racing napredoval Juki Cunoda.
Pri moštvu Alpine so Jacka Doohana po šesti dirki sezone za Veliko nagrado Miamija vrnili v vlogo testnega in nadomestnega dirkača. Njegov sedež je prevzel Franco Colapinto, ki je v predhodni sezoni 2024 nastopil na devetih dirkah pri moštvu Williams. Iz moštva Alpine so sporočili, da bodo »rotirali« moštvenega kolega Pierra Gaslyja, pri čemer bo Colapinto nastopil vsaj na petih dirkah. Colapinto je po petem nastopu na dirki za Veliko nagrado Avstrije obdržal sedež tudi na naslednji dirki za Veliko nagrado Velike Britanije.

## Koledar dirk
| Št. | Dirka             | Dirkališče  | Datum         | Najboljši štartni položaj | Naj. krog             | Zmag. dirkač   | Zmag. moštvo               | Poročilo |
| --- | ----------------- | ----------- | ------------- | ------------------------- | --------------------- | -------------- | -------------------------- | -------- |
| 1   | Avstralija        | Albert Park | 16. marec     | Lando Norris              | Lando Norris          | Lando Norris   | McLaren-Mercedes           | Poročilo |
| 2   | Kitajska          | Shanghai    | 23. marec     | Oscar Piastri             | Lando Norris          | Oscar Piastri  | McLaren-Mercedes           | Poročilo |
| 3   | Japonska          | Suzuka      | 6. april      | Max Verstappen            | Andrea Kimi Antonelli | Max Verstappen | Red Bull Racing-Honda RBPT | Poročilo |
| 4   | Bahrajn           | Bahrain     | 13. april     | Oscar Piastri             | Oscar Piastri         | Oscar Piastri  | McLaren-Mercedes           | Poročilo |
| 5   | Saudova Arabija   | Jeddah      | 20. april     | Max Verstappen            | Lando Norris          | Oscar Piastri  | McLaren-Mercedes           | Poročilo |
| 6   | Miami             | Miami       | 4. maj        | Max Verstappen            | Lando Norris          | Oscar Piastri  | McLaren-Mercedes           | Poročilo |
| 7   | Emilija - Romanja | Imola       | 18. maj       | Oscar Piastri             | Max Verstappen        | Max Verstappen | Red Bull Racing-Honda RBPT | Poročilo |
| 8   | Monako            | Monaco      | 25. maj       | Lando Norris              | Lando Norris          | Lando Norris   | McLaren-Mercedes           | Poročilo |
| 9   | Španija           | Catalunya   | 1. junij      | Oscar Piastri             | Oscar Piastri         | Oscar Piastri  | McLaren-Mercedes           | Poročilo |
| 10  | Kanada            | Montreal    | 15. junij     | George Russell            | George Russell        | George Russell | Mercedes                   | Poročilo |
| 11  | Avstrija          | Spielberg   | 29. junij     | Lando Norris              | Oscar Piastri         | Lando Norris   | McLaren-Mercedes           | Poročilo |
| 12  | V. Britanija      | Silverstone | 6. julij      | Max Verstappen            | Oscar Piastri         | Lando Norris   | McLaren-Mercedes           | Poročilo |
| 13  | Belgija           | Spa         | 27. julij     | Lando Norris              | Andrea Kimi Antonelli | Oscar Piastri  | McLaren-Mercedes           | Poročilo |
| 14  | Madžarska         | Hungaroring | 3. avgust     | Charles Leclerc           | George Russell        | Lando Norris   | McLaren-Mercedes           | Poročilo |
| 15  | Nizozemska        | Zandvoort   | 31. avgust    |                           |                       |                |                            | Poročilo |
| 16  | Italija           | Monza       | 7. september  |                           |                       |                |                            | Poročilo |
| 17  | Azerbajdžan       | Baku        | 21. september |                           |                       |                |                            | Poročilo |
| 18  | Singapur          | Marina Bay  | 5. oktober    |                           |                       |                |                            | Poročilo |
| 19  | ZDA               | Americas    | 19. oktober   |                           |                       |                |                            | Poročilo |
| 20  | Mehike            | México      | 26. oktober   |                           |                       |                |                            | Poročilo |
| 21  | Sao Paulo         | Interlagos  | 9. november   |                           |                       |                |                            | Poročilo |
| 22  | Las Vegas         | Las Vegas   | 22. november  |                           |                       |                |                            | Poročilo |
| 23  | Katar             | Losail      | 30. november  |                           |                       |                |                            | Poročilo |
| 24  | Abu Dabi          | Yas Marina  | 7. december   |                           |                       |                |                            | Poročilo |